# Nombre cyclomatique
Le nombre cyclomatique, la complexité cyclomatique ou la mesure de McCabe est un outil de métrologie logicielle développé par Thomas McCabe en 1976 pour mesurer la complexité d'un programme informatique. Cette mesure reflète le nombre de décisions d'un algorithme en comptabilisant le nombre de « chemins » linéairement indépendants au travers d'un programme représenté sous la forme d'un graphe.

## Définition
La complexité cyclomatique d'un programme structuré est définie par :
{\displaystyle M=E-N+2P}
où  :
M = complexité cyclomatique ;
E = le nombre d'arêtes du graphe ;
N = le nombre de nœuds du graphe ;
P = le nombre de composantes connexes du graphe.

## Intérêt
Un code simple, au faible nombre cyclomatique, est théoriquement plus facile à lire, à tester et à entretenir :
- un effort de compréhension plus soutenu doit être effectué durant la lecture d'un code complexe, de façon à retenir et à prendre en compte chaque embranchement ;
- les tests unitaires doivent tester toutes les possibilités d’embranchement dans la fonction, de façon à suivre chacun des « chemins » ; or, les tests unitaires ont primordialement été conçus pour tester des fonctions en isolation par un cas simple ;
- de même, la correction d'un bug ou l'amélioration d'une fonction simple sera facilitée par l'absence d'obligation de prise en compte de ces embranchements et possibilités.

## Critique
Cependant, le nombre cyclomatique ne fait pas l'unanimité. Ainsi, dès mars 1988, une étude montre que le nombre cyclomatique ne s'appuie pas sur une base théorique solide et n'est pas adapté au développement logiciel et souligne qu'aucune observation empirique ne vient justifier l'utilité de cette mesure.
D'autres possibilités existent pour compléter le nombre cyclomatique, comme la complexité NPath (en anglais, NPath complexity), mesurant le nombre total de possibilités d'emprunter l'ensemble des chemins, là où le nombre cyclomatique se contente d'additionner ces chemins,.

## Outils de mesure de complexité
(mai 2014).
Il existe plusieurs outils logiciels pour calculer le nombre cyclomatique. Selon les langages de programmation, il y a des outils  qui sont open source et d'autres non.
Pour les langages C et C++, pmccabe, GNU Complexity et Frama-C sont open source alors que Testwell CMT++ et PolySpace sont des logiciels commerciaux. Dans le monde de Java nous trouvons Eclipse Metrics et Metrics des plugins open source pour Eclipse. Testwell CMTJava est logiciel commercial. 
| - En open source - Pour C et C++ - pmccabe - GNU Complexity - Frama-C - Pour PHP - PHPDepend - PHPMD - phploc - Pour Python - Pynocle - Pycabehtml - flake8. - Pour Java (plugins Eclipse) - Eclipse Metrics - Metrics - Pour Ada - gnatmetric (fourni avec GNAT) - Pour Ruby - Rubocop - Pour Go - Gocyclo | - Logiciels commerciaux - Pour C et C++ - Testwell CMT++ - PolySpace - Pour Java - Testwell CMTJava - Multilangages - LDRA - GrammaTech Codesonar - Pour C# (plugins Visual Studio) - Metrics viewer |

## Outils calculant la complexité cyclomatique
- Métrique (logiciel)
- PMD (logiciel)